# جوزف سیفاکیس
جوزف سیفاکیس (به یونانی: Ιωσήφ Σηφάκης) دانشمند برجسته یونانی - فرانسوی در زمینهٔ علوم رایانه است. وی در سال ۲۰۰۷ میلادی به همراه همکارانش ادموند کلارک و ارنست آلن امرسون به خاطر کار بر روی گسترش مدل چکینگ برندهٔ جایزه تورینگ شد.

## زندگی‌نامه
جوزف سیفاکیس در سال ۱۹۴۶ در هراکلیون، کرت به دنیا آمد و اکنون در فرانسه زندگی می‌کند. او مهندسی برق را در دانشگاه ملی فنی آتن و علوم رایانه را در دانشگاه گرونوبل آلپ تحت بورسیه تحصیلی فرانسه خواند. او دکترای مهندسی خود را در سال ۱۹۷۴ و دکترای دولتی خود را در سال ۱۹۷۹ از دانشگاه گرنوبل دریافت کرد.